# Nouveau mouvement religieux

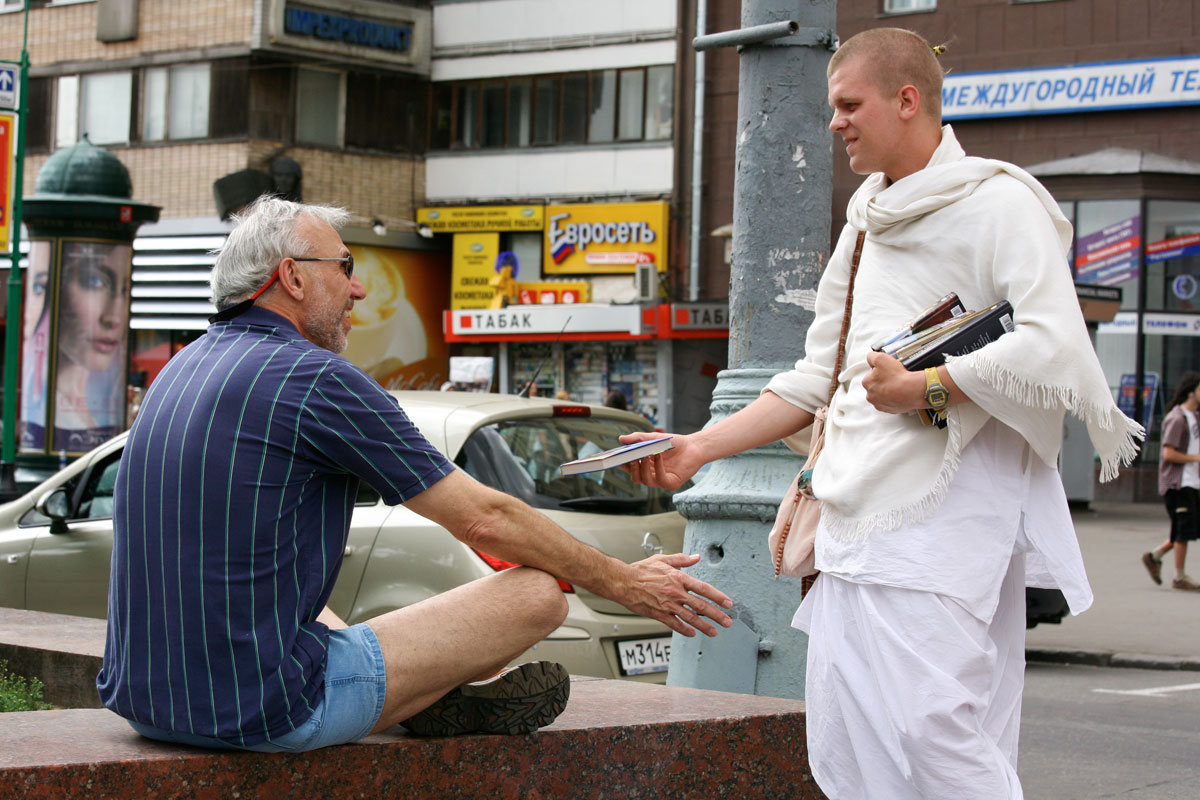
Un membre de l'Association internationale pour la conscience de Krishna à Moscou.

Un nouveau mouvement religieux (NMR) est une communauté religieuse, éthique ou spirituelle dont l'apparition remonte généralement au début du XIXe siècle. L'adjectif "nouveau" apparait donc discutable si on considère l'ancienneté de certains de ces mouvements. L'expression nouveau mouvement religieux est une expression récente désignant un mouvement à caractère religieux apparu au cours de l'époque contemporaine. L'expression a été inventée par la sociologue britannique Eileen Barker entre autres raisons afin d'éviter, dans l'étude des expressions religieuses, l'utilisation du terme secte qui a pris, au cours du XXe siècle, une connotation péjorative,.
Les NMR peuvent être des créations totalement nouvelles ou être issus de religions plus anciennes mais dans ce cas, ils se distinguent des dénominations préexistantes par leurs réinterprétations importantes des doctrines. Les nouveaux mouvements religieux sont souvent syncrétiques et proposent une nouvelle vision du monde, s'écartant plus ou moins des doctrines des religions traditionnelles. Souvent, ils se concentrent plus particulièrement sur le bien-être individuel et s'appuient sur l'esprit communautaire, générant parfois des ruptures sociales :29 .
Le niveau d'adhésion des adeptes des NMR est très variable. Selon la communauté, cela va d'une affiliation lâche basée sur de nouvelles approches de la spiritualité aux adhésions communautaristes qui exigent une forte conformité au groupe et la construction d'une identité sociale qui peut aller jusqu'à séparer les adeptes de la société. Certains NMR sont très controversés et qualifiés de sectes. Certains NMR comptent plusieurs millions de membres, d'autres seulement quelques-uns.
Il ne s'agit pas d'un phénomène uniquement européen, les fondations de nouveaux mouvements religieux sont nombreuses, notamment en Asie. Dès le XIXe siècle, on voit apparaitre de nouvelles religions chinoises ou encore les Shinshūkyō : nouvelles religions japonaises.

## Controverse
L'utilisation de ce terme est controversé pour plusieurs raisons. D'une part, sur le caractère « nouveau » : l'emploi de l'expression pour désigner certains mouvements religieux minoritaires tels que les Témoins de Jéhovah ou les mormons est discutable, puisqu'ils existent depuis le XIXe siècle.
D'autre part, le mot « religieux » pose également un problème : il est récusé par certains mouvements qui définissent leurs pratiques comme spirituelles, et non religieuses; inversement les adversaires de la scientologie lui dénient tout caractère religieux.
En dépit de ces défauts, l'expression est employée par la plupart des sociologues, et universitaires, fréquemment sous la forme NMR.
Si les nouveaux mouvements religieux sont parfois des sectes au sens premier du terme (l'étymologie renvoie au latin secta, dérivé du verbe sequi, « suivre », c'est-à-dire « une voie que l'on suit, un parti, une cause, une doctrine »,), ils ne sont pas tous des sectes au sens de « association dont le comportement porte atteinte aux droits de l'Homme et à l'équilibre social ».
En effet, la définition canonique de la secte identifiait historiquement les formes de communalisation chrétienne. De plus, les définitions élaborées par Max Weber (qui fait partie des défenseurs de l'association sectes et religions) ne s'appliquent pas aux mouvements apparus à la fin du XXe siècle.
Selon leurs détracteurs, comme Jacques Trouslard, l’utilisation de ce terme est un moyen pour des sectes dangereuses de se donner une image respectable.

## Liste des nouveaux mouvements religieux
- Liste des nouveaux mouvements religieux qui apparaissent à partir du XIXe siècle.